# Graafschap Isenburg
Isenburg is de naam van twee graafschappen binnen het Heilige Roomse Rijk.

graafschap Oberisenburg
graafschap Niederisenburg
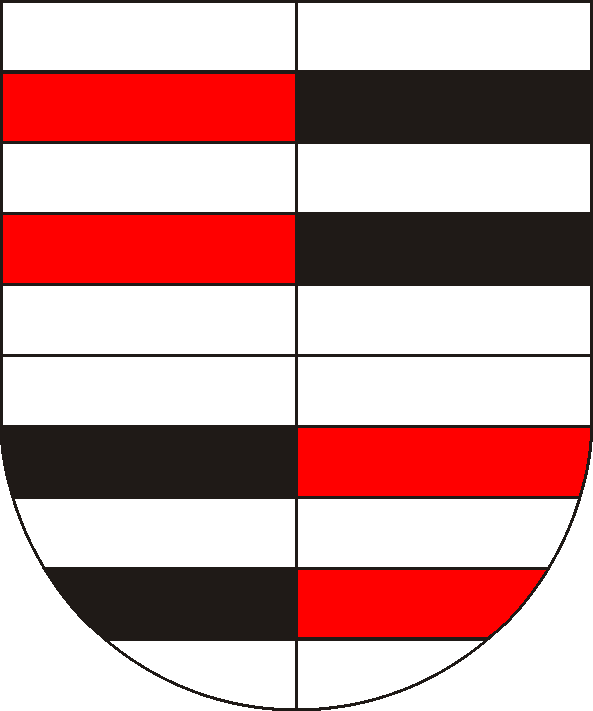
graafschap Isenburg
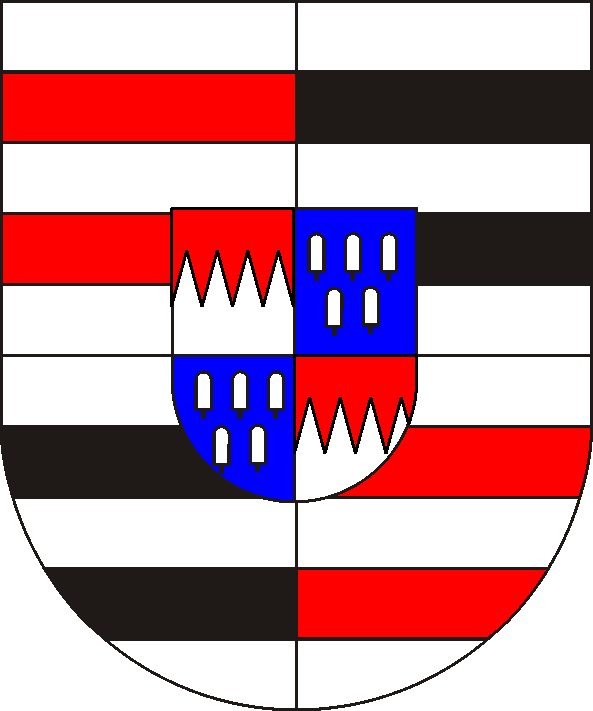
Isenburg-Meerholz (tot 1775)

## Het graafschap Niederisenburg
De kern van het oorspronkelijke graafschap van het geslacht Isenburg is de burcht Isenburg bij Neuwied in Rijnland-Palts. Ten gevolge van de vele erfdelingen binnen deze familie gaat dit graafschap geheel verloren. Als Isenburg-Grenzau in 1664 uitsterft, komt het graafschap in gemeenschappelijk bezit van de graven van Wied en de graven van Walderdorff. Het graafschap Niederisenburg maakt deel uit van de Keur-Rijnse Kreits. Er functioneerden schouten in Isenburg en Maischeid.
Artikel 24 van de Rijnbondakte van 12 juli 1806 stelt het deel van het graafschap Niederisenburg, dat behoort aan de vorst van Wied-Runkel onder de soevereiniteit van het hertogdom Nassau-Usingen en het vorstendom Nassau-Weilburg: de mediatisering. Hoewel de graaf van Walderdorff niet genoemd wordt, valt ook hij onder de mediatisering. In 1811 doet de graaf van Walderdorff afstand van zijn rechten op Niederisenburg.
Op het Congres van Wenen in 1815 staat Nassau het gebied af aan het koninkrijk Pruisen.

## Het graafschap Oberisenburg
De Rembolse tak van het geslacht Isenburg verwerft in 1213/45 met anderen een aandeel in de heerlijkheid Büdingen en het graafschap Cleeberg in Hessen. Dit leidt tot de vorming van een nieuw graafschap Büdingen, dat ook Isenburg-Büdingen of Oberisenburg genoemd wordt. Het kost ongeveer 150 jaar om het sterk verdeelde gebied in bezit te krijgen. Een mijlpaal is het verwerven van een deel van Birstein in 1335.

## Verdere ontwikkeling van het graafschap
Het uitsterven van het geslacht Falkenstein in 1418 geeft ingrijpende veranderingen op de kaart van de regio. Het delingsverdrag van 28 mei 1420 levert gemeenschappelijk met gravin Anna van Sayn:
Assenheim, Dreieichenhain, half Vilbel en een serie dorpen. Als Isenburg in 1433 met Sayn deelt krijgt Isenburg half Assenheim, Dreieichenhain, Offenbach en een serie dorpen. In 1486 verkoopt de graaf van Sayn zijn aandeel aan Isenburg.
In 1425 wordt door ruil het gerecht Gründau verworven en in 1438 het laatste vreemde aandeel in Birstein. In 1442 wordt Diether I tot graaf verheven. Deze periode van expansie wordt in 1476 afgesloten met de verwerving van de Ronneburg en het gerecht Langendiebach.

## De deling in 1521
De uitbouw van het land was ook mogelijk doordat sinds 1287 de primogenituur strikt werd gevolgd. Als deze regeling in de zestiende eeuw niet meer gehandhaafd wordt, begint de versplintering van het land.
In 1521 vindt een eerste deling plaats:
- Philips krijgt Ronneburg en Kelsterbach (uitgestorven 1601)
- Jan V krijgt Birstein

## Isenburg-Ronneburg (1521-1601)
Graaf Anton van Isenburg-Ronneberg voert de reformatie in en erft in 1559 het ambt Schönrein na het uitsterven van de graven van Rieneck. Later volgt ook in Isenburg-Birstein de reformatie. Aan het eind van de zestiende eeuw ontstaat er een strijd tussen lutheranen en calvinisten. Isenburg-Ronneburg wordt in 1585 luthers, Isenburg-Birstein in 1596 calvinistisch. Graaf Hendrik van Isenburg-Ronneburg onderdrukt de calvinisten en als hij zijn einde voelt naderen verkoopt hij in 1600 het ambt Kelsterbach met Langen aan Hessen-Darmstadt om te voorkomen dat de Birsteiner linie het calvinisme weer invoert. Verder vermaakt hij zijn graafschap wederrechtelijk aan zijn schoonzoons. De graaf van Isenburg-Birstein moet dan ook militairen inzetten om de successie in het graafschap veilig te stellen. Kelsterbach blijft verloren.

## Isenburg (1601-1628)
Deze ongedeelde periode verloopt goed. In 1601 komt er een gunstige verdeling van het landgerecht Ortenberg tot stand met de andere pretendenten: het graafschap Stolberg en het graafschap Hanau. Ieder krijgt 1/3 deel. Het bestuur wordt verbeterd en in het hele graafschap wordt het calvinisme ingevoerd.

## De deelgraafschappen van 1628 tot 1684
Het graafschap wordt in 1628 versnipperd in vijf delen, midden in de Dertigjarige Oorlog. Het land wordt een prooi voor vijandelijke legers en ook de leden van de verschillende takken bevechten elkaar vanwege de erfkwestie. De oudste zoon
Wolfgang Hendrik krijgt het ambt Dreiechenhain met als residentie Offenbach. Verder neemt hij de aanspraak op het aan Hessen-Darmstadt verloren Kelsterbach over. In 1630 wordt hij door keizerlijke troepen verdreven uit zijn bezittingen.
- Wolfgang Hendrik krijgt het ambt Dreieichenhain met Offenbach
- Philips Ernst krijgt Büdingen (uitgestorven 1635)
- Willem Otto krijgt Birstein (uitgestorven 1667)
- Lodewijk Arnold krijgt een aandeel in Wächtersbach (uitgestorven 1662)
- Johan Ernst krijgt een aandeel in Wächtersbach

Op 7 juli 1635 beleent de keizer de landgraaf van Hessen-Darmstadt met het hele graafschap Büdingen. Pas in 1642 weten de Isenburger hun land terug te krijgen door een vergelijk Hessen-Darmstadt. Zij moeten dan wel definitief afstand doen van hun aanspraken op Kelsterbach en hun aandeel in het ambt Kleeberg.

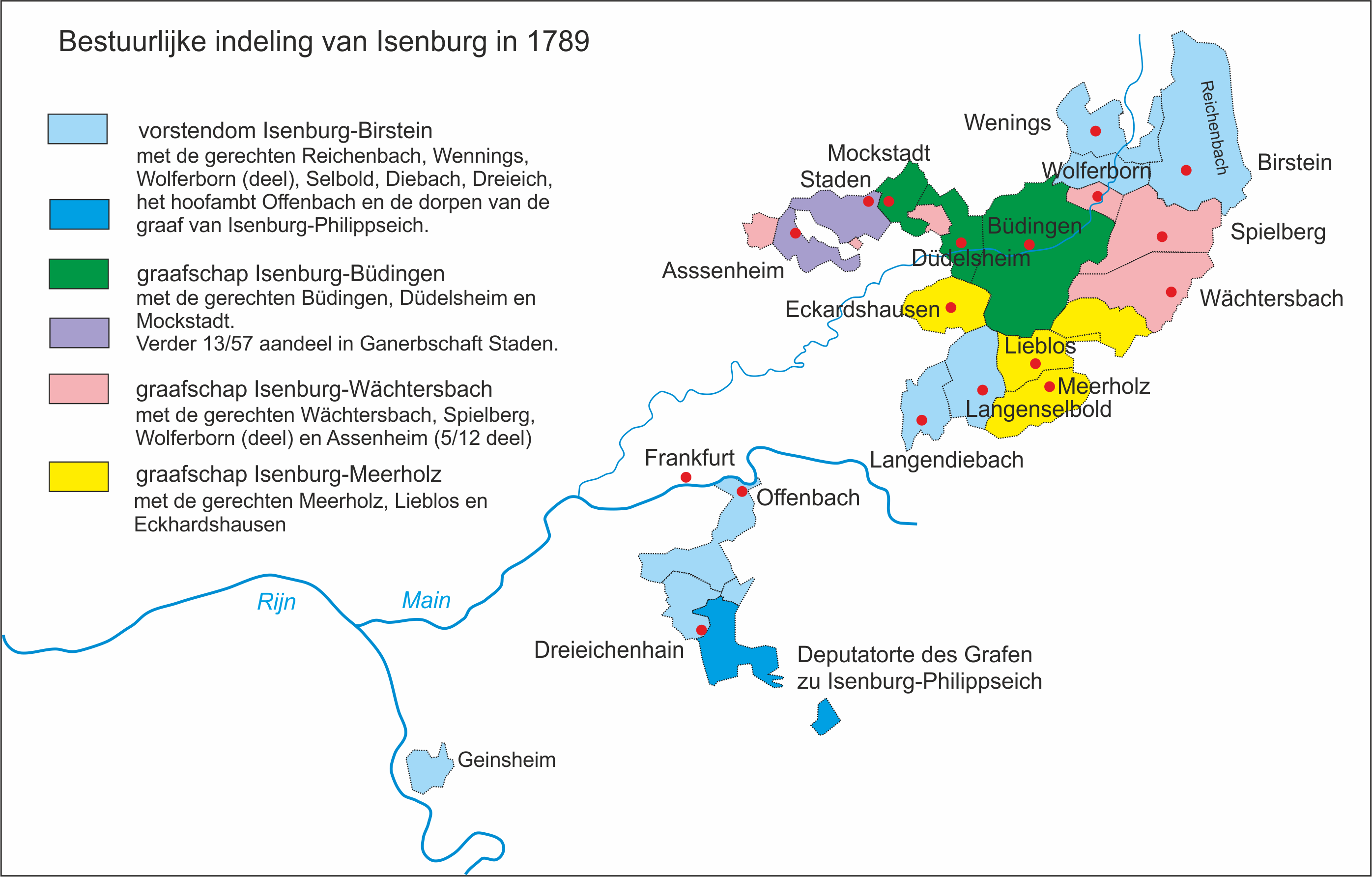
administratieve indeling van Isenburg in 1797

In 1667 sterft Willem Otto, graaf in Büdingen en Birstein, waarmee drie van de vijf in 1628 gestichte linies uitgestorven zijn. De beide overgebleven linies sluiten in 1684 een nieuw delingsverdrag.
- Johan Lodewijk uit de voormalige linie Offenbach krijgt Birstein en Offenbach
- De zoons van Johan Ernst uit de voormalige linie Wächtersbach krijgen Büdingen, Wächtersbach, Meerholz en Marienborn

De oudste linie Isenburg-Birstein heeft het zwaartepunt van de bezittingen ten zuiden van de Main in de Dreieich.
De jongere linie Isenburg-Büdingen heeft het zwaartepunt van de bezittingen in het oude graafschapsgebied in het Büdinger Rijkswoud.